# Едвин Куч
Едвин Куч (Тузи, 27. октобар 1993) црногорски је професионални фудбалер. Игра на позицији дефанзивног везног, а тренутно наступа за Балкани.

## Биографија
Отац му је Бошњак из Црне Горе, а мајка Албанка са Косова и Метохије.